# Cơ sở dữ liệu hướng đối tượng

Ví dụ về cơ sở dữ liệu hướng đối tượng

Cơ sở dữ liệu hướng đối tượng (tiếng Anh: object-oriented database) là một hệ quản trị cơ sở dữ liệu mà ở đó dữ liệu được biểu diễn dưới dạng các đối tượng, tương tự như trong lập trình hướng đối tượng. Khi kết hợp với cơ sở dữ liệu quan hệ, nó sẽ được gọi là cơ sở dữ liệu quan hệ – hướng đối tượng.
Cơ sở dữ liệu đối tượng được cho là ra đời từ đầu những năm 1980.